# LyX
{\displaystyle \mathbf {L} \!{}_{\mathbf {\displaystyle Y} }\!\mathbf {X} } (escrit LyX en text pla) és un processador de text construït damunt el sistema tipogràfic LaTeX. A diferència de la majoria dels processadors de text, que persegueixen WYSIWYG ("el que veieu és el que obteniu"), LyX té un enfocament WYSIWYM ("el que veieu és el que voleu dir"), on el que apareix en pantalla representa l'estructura semàntica de la pàgina i n'és només una aproximació. el document resultant es desa en format LaTeX, però el text es pot importar i exportar en diversos formats.
Atès que LyX es basa en el sistema tipogràfic LaTeX sense ser un editor LaTeX en si mateix, disposa de les capacitats i la flexibilitat de LaTeX, suportant documents, llibres, notes, tesis acadèmiques, cartes, documents acadèmics, etc. La interfície de LyX s'estructura de manera que, tot i que el coneixement del llenguatge de marcatge LaTeX no és necessari per a l'usuari bàsic, es poden afegir funcionalitats LaTeX al document per obtenir característiques complexes en l'edició, encara que no s'obté un control total es pot considerar un editor LaTeX per si mateix.
LyX és popular entre tècnics i científics per les funcionalitats matemàtiques avançades que oferix. Però també, cada vegada és més utilitzat en el món acadèmic no orientat a les matemàtiques per la integració bibliogràfica de bases de dades i la capacitat per gestionar diversos fitxers. LyX també s'ha convertit en una eina estesa entre els escriptors que s'autoediten les pròpies publicacions.

## Característiques
- És un programari FOSS, en ser un programari lliure i de codi obert. Com a programari lliure, es pot redistribuir i modificar sota els termes de la Llicència Pública General de GNU.
- És un programari multiplataforma. LyX està disponible per a diversos sistemes operatius, incloent Windows, MacOS, Linux, UNIX, OS/2 i Haiku.
- Disposa d'interfície gràfica d'usuari.
- Suporta textos bidireccionals (bidi), d'aquesta manera escriptures de dreta a esquerra també són suportades. Exemples en són l'hebreu i l'àrab.[4]